# Euforbiàcies
Les euforbiàcies (Euphorbiaceae) són una família de plantes angiospermes de l'ordre de les malpighials dins del clade de les ròsides. Agrupa més de 6.500 espècies en més de 200 gèneres amb presència arreu del món, algunes tan conegudes la mandioca (Manihot esculenta), les espècies del gènere Hevea (cautxú), el ricí (Ricinus communis) o les nostres lletereses (Euphorbia).

## Distribució
Les plantes euforbiàcies es troben en la major part del món, amb especial rellevància a les regions tropicals i temperades. Manquen a les regions àrtiques. Als Països Catalans, hi ha gairebé cinquanta espècies autòctones, distribuïdes en els gèneres eufòrbia Mercurialis, Chrozophora i Andrachne.
Algunes euforbiàcies són endèmiques de les Illes Balears, com la lleteresa de roca (Euphorbia squamigera, subsp. margalidiana), Euphorbia maresii i Euphorbia myrsinites, subsp. litardierei.
El ricí (Ricinus communis) s'ha naturalitzat a les parts més càlides del País Valencià, a on es comporta sovint com a planta anual perquè no suporta els hiverns massa freds.

## Descripció
La família de les euforbiàcies comprèn des de plantes llenyoses (arbres o arbusts) fins a plantes herbàcies amb fulles normals, però també n'hi ha que són plantes suculentes d'aspecte cactiforme. Als Països Catalans, és arbustiva la lleterassa o mula (Euphorbia dendroides). Les plantes del gènere eufòrbia són monoiques i les del gènere Mercurialis dioiques.

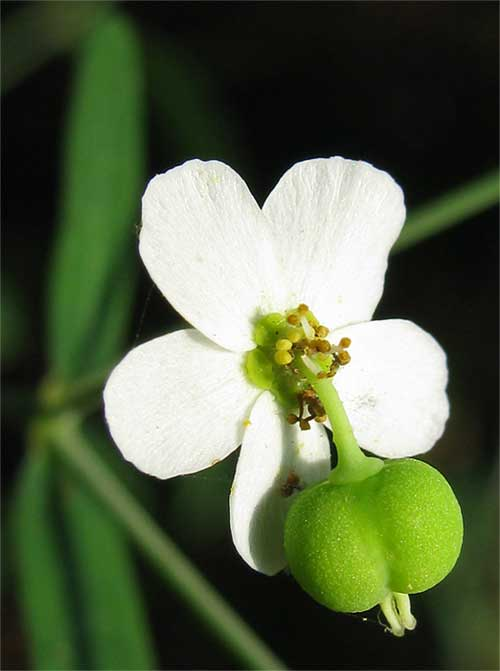
L'estructura de la flor de les plantes del gènere eufòrbia es coneix com a ciati. Euphorbia pubentissima

A causa de la gran diversitat d'aquesta família, resulta difícil trobar caràcters comuns en tots els seus membres. Potser l'únic que tenen totes en comú són les flors, unisexuals i solitàries, de vegades agrupades en inflorescències complexes.
La floració és normalment monoica amb simetria radial. L'estructura de la flor, en el gènere eufòrbia, molt particular, es diu ciati (llatí: Cyathium). El ciati té normalment 5 (rarament quatre) bractèoles (bràctees petites). Normalment hi ha 5 (però també qualsevol nombre entre 1 i 10) nectaris o glàndules productores de nèctar. Els estams també venen normalment en nombre d'1 a 10 i al mig hi ha un ovari hipogin.
Les fulles es troben normalment en disposició alternada i amb estípules. Normalment les fulles són simples, però si no ho són no són mai pinnades, sinó palmades.
Els fruits venen en càpsules trícoques (amb tres parets), que es desprenen d'una columna central i llancen les granes.

## Origen del nom

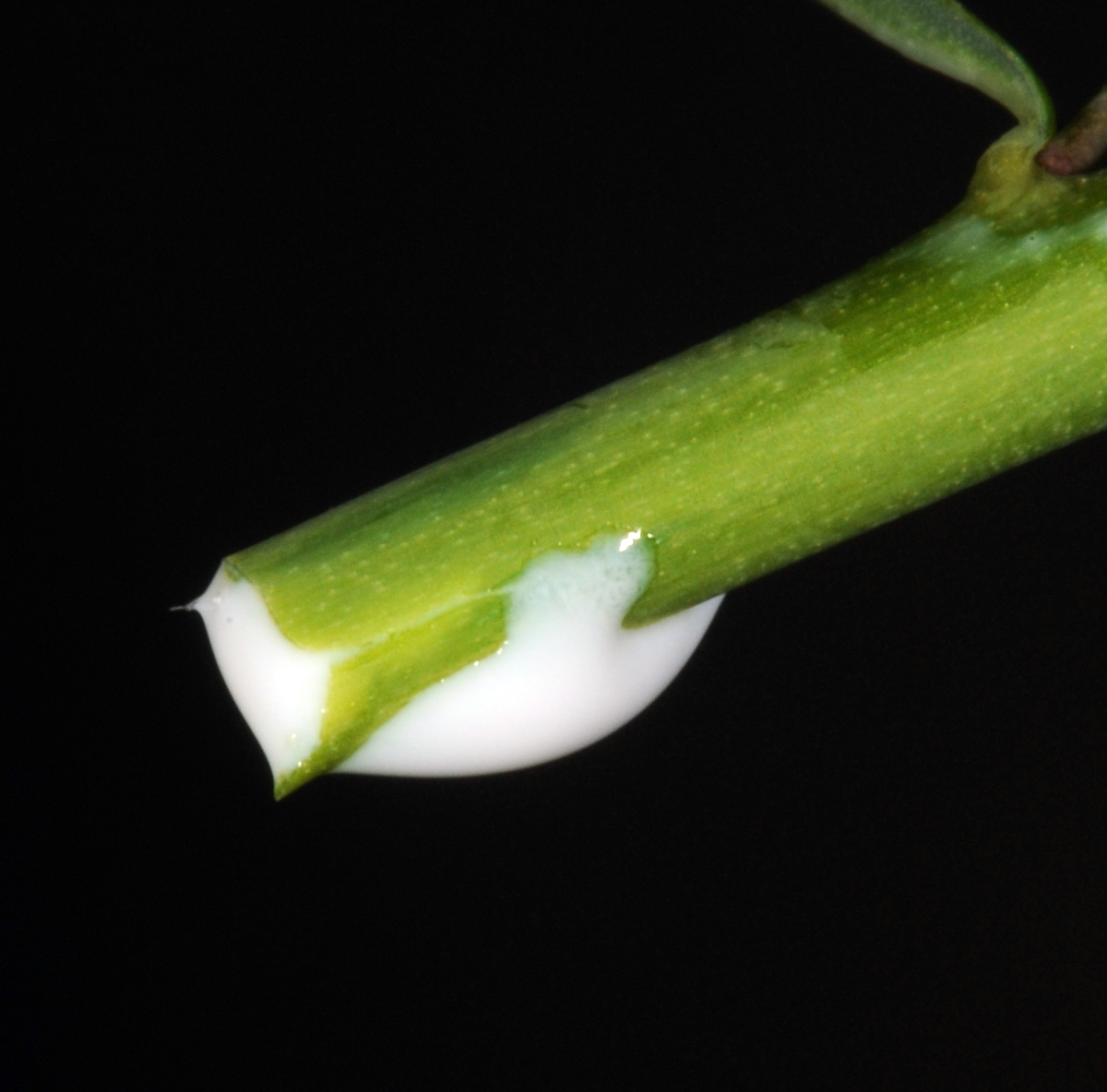
Tija de lleteresa vessant "llet"

Carl von Linné va assignar el nom de la família de plantes euforbiàcia en honor d'Euphorbus, un herbolari grec, que medicava el rei Juba II de Numídia (52-50 aC - 23).
Moltes espècies del gènere eufòrbia produeixen una resina blanca o làtex, conegut vulgarment com a llet, d'ací llurs noms comuns lleteresa, lletera o lleterola en català. Aquest líquid es coneix amb el nom d'euforbi i conté l'alcaloide euforbina, que és tòxic i pot irritar la pell i els ulls severament.
La llet d'algunes espècies tenia aplicacions en l'antiga medicina casolana contra les berrugues i durícies, aplicada directament amb cura. En altres espècies, es fa servir la pols de les llavors i arrels com a laxant. L'Euphorbia pekinensis (xinès: 戟; pinyin: dàjǐ), molt apreciada per la seva arrel, és una de les 50 herbes fonamentals de la medicina tradicional xinesa.
Un fet sorprenent és que, tot i que són altament tòxiques, les fulles de moltes espècies d'eufòrbia constitueixen l'aliment principal d'alguns insectes. Entre aquests, hi ha l'eruga del borinot de les lletereses (Hyles euphorbiae i Hyles tithymali). L'elevada toxicitat de les lletereses no afecta aquestes erugues.

## Taxonomia

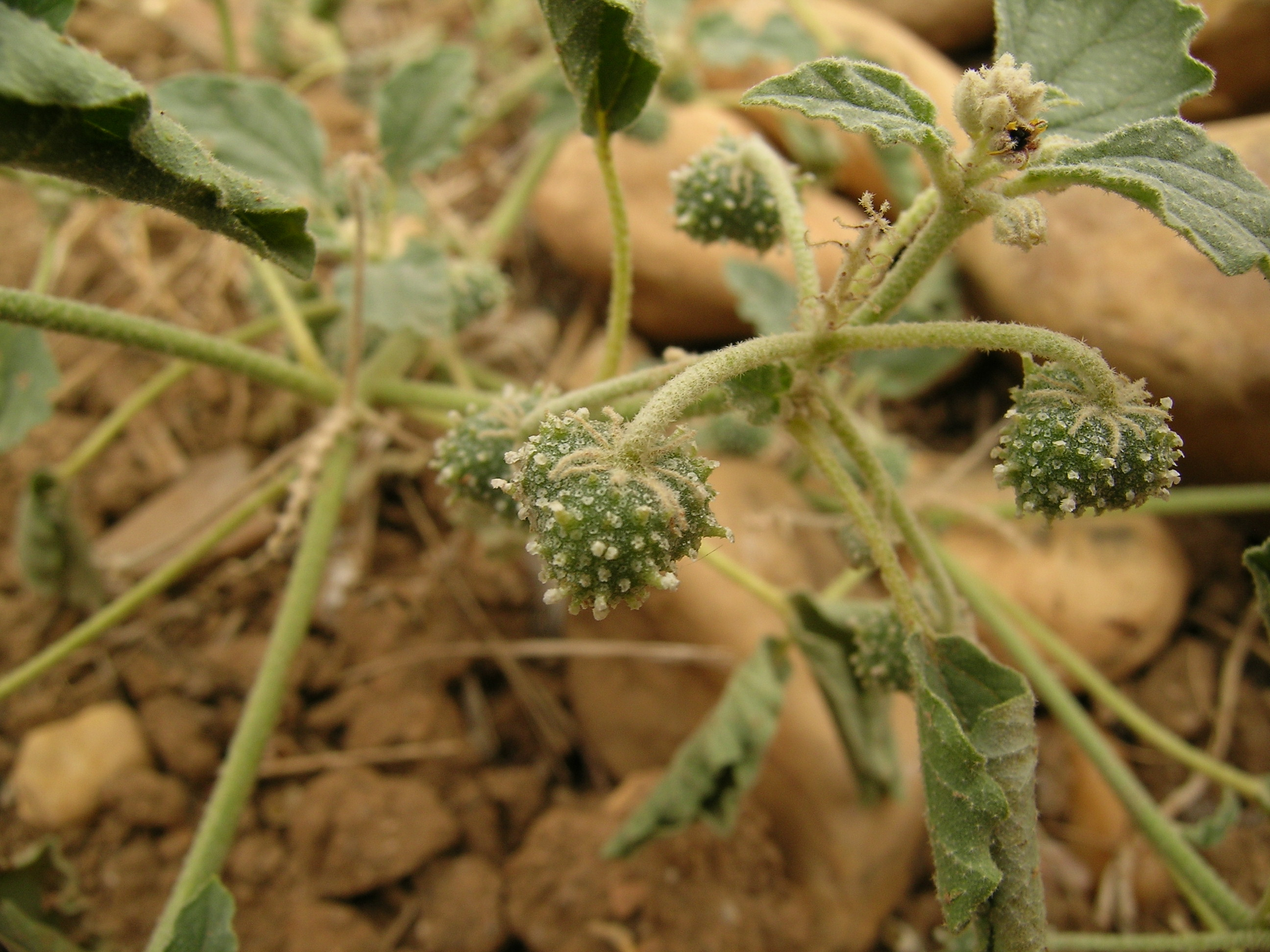
El tornassol, gira-sol o mira-sol (Chrozophora tinctoria)

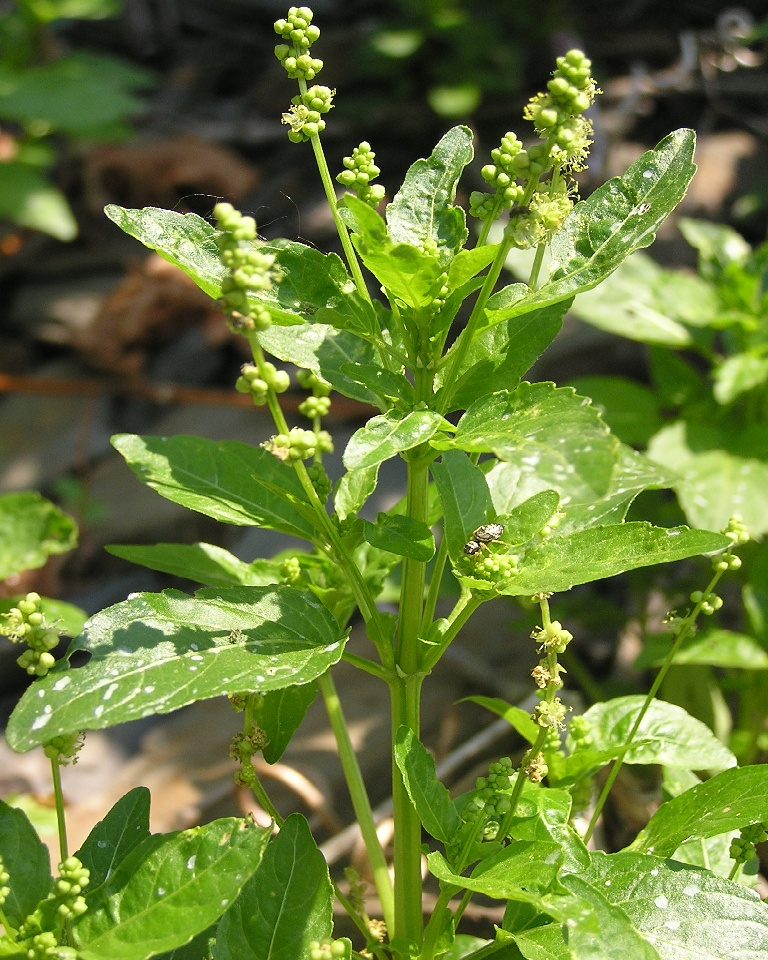
El melcoratge, morquerol o murcarola (Mercurialis annua)

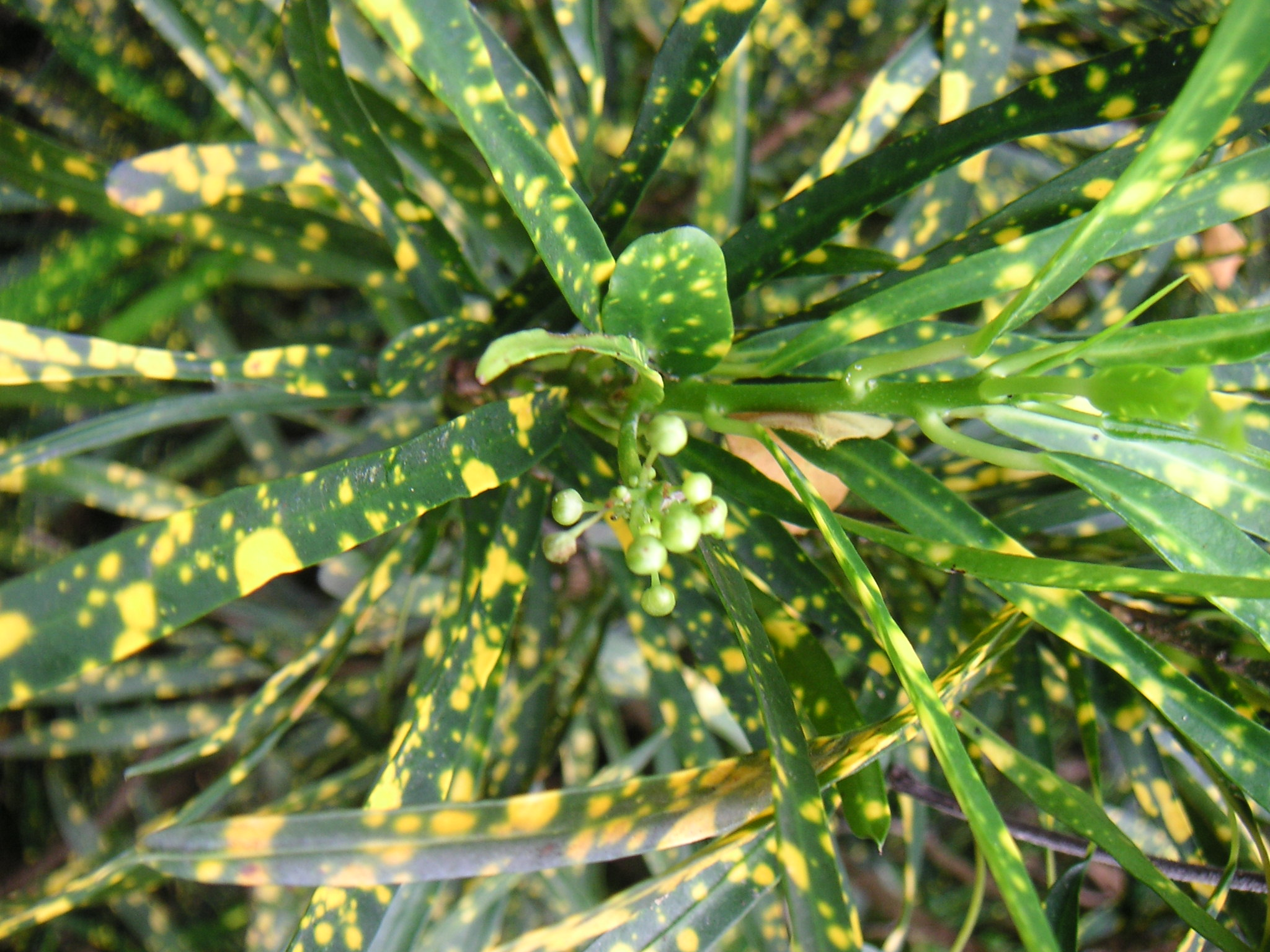
El cròton, planta de jardí amb moltes varietats.

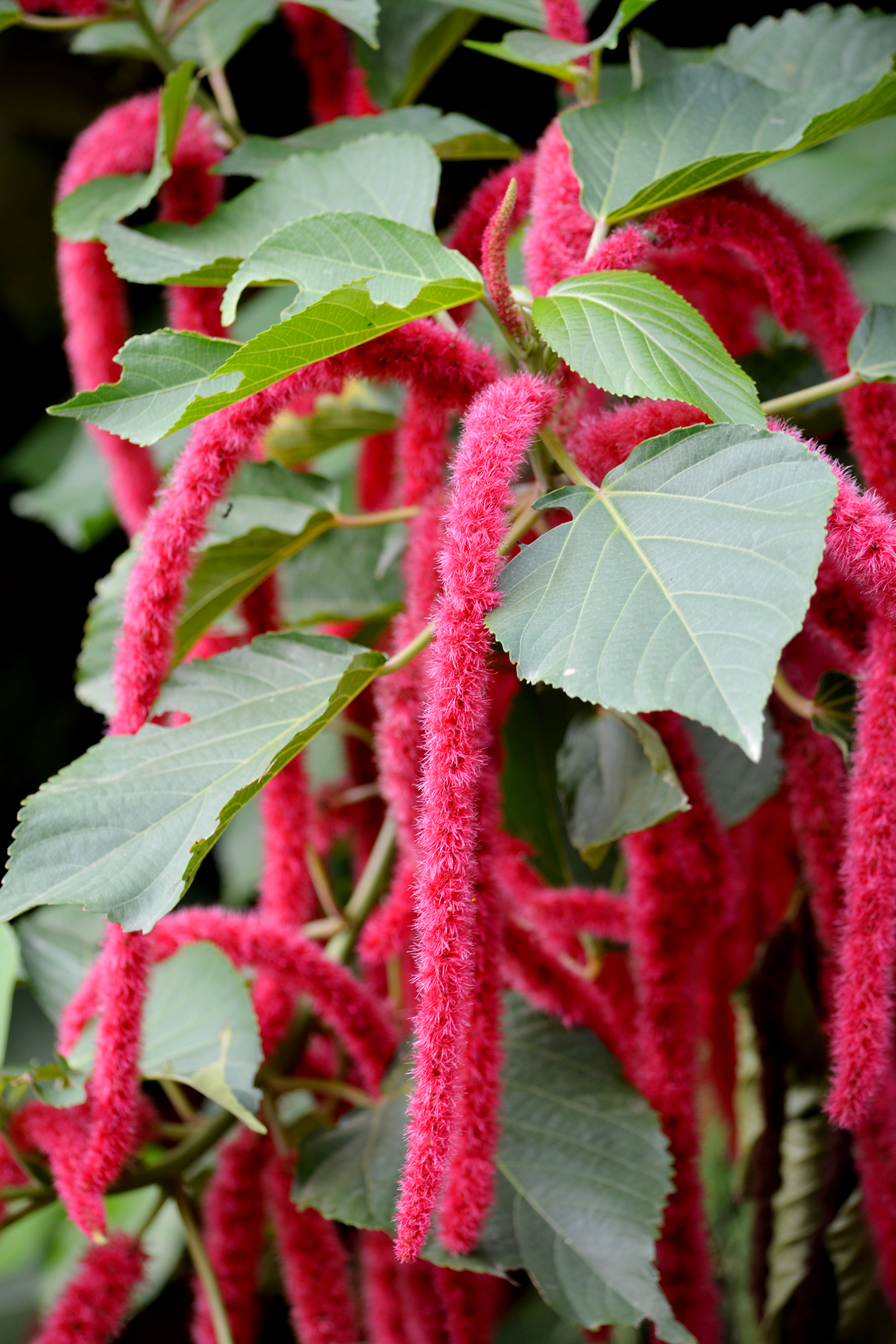
La planta decorativa "cua de gat" (Acalypha hispida)

Aquesta família va ser descrita per primer cop l'any 1789 a l'obra Genera Plantarum del botànic francès Antoine-Laurent de Jussieu (1748 – 1836).

### Subfamílies
Al vigent sistema de classificació de les angiospermes APG IV (2016), es reconeixen quatre subfamílies:
- Cheilosoideae (Müller Arg.) K. Wurdack & Petra Hoffmann
- Acalyphoideae Beilschmied
- Crotonoideae Beilschmied
- Euphorbioideae Beilschmied

### Gèneres
Dins d'aquesta família es reconeixen els 227 gèneres següents:
- Acalypha L.
- Acidocroton Griseb.
- Acidoton Sw.
- Actinostemon Mart. ex Klotzsch
- Adelia L.
- Adenochlaena Boivin ex Baill.
- Adenocline Turcz.
- Adenopeltis Bertero ex A.Juss.
- Adenophaedra (Müll.Arg.) Müll.Arg.
- Adriana Gaudich.
- Afrotrewia Pax & K.Hoffm.
- Agrostistachys Dalzell
- Alchornea Sw.
- Alchorneopsis Müll.Arg.
- Aleurites J.R.Forst. & G.Forst.
- Algernonia Baill.
- Alphandia Baill.
- Amperea A.Juss.
- Amyrea Leandri
- Angostylis Benth.
- Annesijoa Pax & K.Hoffm.
- Anomostachys (Baill.) Hurus.
- Anthostema A.Juss.
- Aparisthmium Endl.
- Argomuellera Pax
- Argythamnia P.Browne
- Astraea Klotzsch
- Astrococcus Benth.
- Aubletiana J.Murillo
- Avellanita Phil.
- Balakata Esser
- Baliospermum Blume
- Baloghia Endl.
- Benoistia H.Perrier & Leandri
- Bernardia Houst. ex Mill.
- Bertya Planch.
- Beyeria Miq.
- Bia Klotzsch
- Blachia Baill.
- Blumeodendron (Müll.Arg.) Kurz
- Bocquillonia Baill.
- Bonania A.Rich.
- Borneodendron Airy Shaw
- Bossera Leandri
- Botryophora Hook.f.
- Brasiliocroton P.E.Berry & Cordeiro
- Calycopeplus Planch.
- Caperonia A.St.-Hil.
- Caryodendron H.Karst.
- Cavacoa J.Léonard
- Cephalocroton Hochst.
- Cephalocrotonopsis Pax
- Cephalomappa Baill.
- Cheilosa Blume
- Chiropetalum A.Juss.
- Chlamydojatropha Pax & K.Hoffm.
- Chondrostylis Boerl.
- Chrozophora Neck. ex A.Juss.
- Cladogelonium Leandri
- Cladogynos Zipp. ex Span.
- Claoxylon A.Juss.
- Claoxylopsis Leandri
- Cleidiocarpon Airy Shaw
- Cleidion Blume
- Clonostylis S.Moore
- Cnesmone Blume
- Cnidoscolus Pohl
- Cocconerion Baill.
- Codiaeum Rumph. ex A.Juss.
- Colliguaja Molina
- Colobocarpos Esser & Welzen
- Conceveiba Aubl.
- Conosapium Müll.Arg.
- Croton L.
- Crotonogyne Müll.Arg.
- Crotonogynopsis Pax
- Cyrtogonone Prain
- Cyttaranthus J.Léonard
- Dalechampia Plum. ex L.
- Dalembertia Baill.
- Dendrocousinsia Millsp.
- Dendrothrix Esser
- Deutzianthus Gagnep.
- Dichostemma Pierre
- Discoclaoxylon (Müll.Arg.) Pax & K.Hoffm.
- Discocleidion Pax & K.Hoffm.
- Discoglypremna Prain
- Ditaxis Vahl ex A.Juss.
- Ditrysinia Raf.
- Ditta Griseb.
- Dodecastigma Ducke
- Doryxylon Zoll.
- Droceloncia J.Léonard
- Dysopsis Baill.
- Elateriospermum Blume
- Endospermum Benth.
- Enriquebeltrania Rzed.
- Epiprinus Griff.
- Erismanthus Wall. ex Müll.Arg.
- Erythrococca Benth.
- Euphorbia L.
- Excoecaria L.
- Falconeria Royle
- Fontainea Heckel
- Garcia Vahl ex Rohr
- Garciadelia Jestrow & Jiménez Rodr.
- Gitara Pax & K.Hoffm.
- Givotia Griff.
- Glycydendron Ducke
- Gradyana Athiê-Souza, A.L.Melo & M.F.Sales
- Grimmeodendron Urb.
- Grossera Pax
- Gymnanthes Sw.
- Haematostemon Pax & K.Hoffm.
- Hamilcoa Prain
- Hancea Seem.
- Hevea Aubl.
- Hippomane L.
- Homalanthus A.Juss.
- Homonoia Lour.
- Hura L.
- Hylandia Airy Shaw
- Incadendron K.Wurdack & Farfán
- Jatropha L.
- Joannesia Vell.
- Karima Cheek & Riina
- Klaineanthus Pierre ex Prain
- Koilodepas Hassk.
- Lasiococca Hook.f.
- Lasiocroton Griseb.
- Leeuwenbergia Letouzey & N.Hallé
- Leidesia Müll.Arg.
- Leucocroton Griseb.
- Lobanilia Radcl.-Sm.
- Mabea Aubl.
- Macaranga Thouars
- Mallotus Lour.
- Manihot Mill.
- Manniophyton Müll.Arg.
- Maprounea Aubl.
- Mareya Baill.
- Mareyopsis Pax & K.Hoffm.
- Megistostigma Hook.f.
- Melanolepis Rchb.f. & Zoll.
- Mercurialis L.
- Micrandra Benth.
- Micrandropsis W.A.Rodrigues
- Micrococca Benth.
- Microstachys A.Juss.
- Mildbraedia Pax
- Monotaxis Brongn.
- Moultonianthus Merr.
- Myricanthe Airy Shaw
- Nealchornea Huber
- Necepsia Prain
- Neoboutonia Müll.Arg.
- Neoguillauminia Croizat
- Neoscortechinia Pax
- Neoshirakia Esser
- Oligoceras Gagnep.
- Omphalea L.
- Ophellantha Standl.
- Ophthalmoblapton Allemão
- Orfilea Baill.
- Ostodes Blume
- Pachystroma Müll.Arg.
- Pachystylidium Pax & K.Hoffm.
- Pantadenia Gagnep.
- Paracroton Miq.
- Paranecepsia Radcl.-Sm.
- Pausandra Radlk.
- Philyra Klotzsch
- Pimelodendron Hassk.
- Plagiostyles Pierre
- Platygyna P.Mercier
- Pleradenophora Esser
- Plukenetia L.
- Podadenia Thwaites
- Pseudagrostistachys Pax & K.Hoffm.
- Pseudosenefeldera Esser
- Ptychopyxis Miq.
- Pycnocoma Benth.
- Radcliffea Petra Hoffm. & K.Wurdack
- Reutealis Airy Shaw
- Rhodothyrsus Esser
- Ricinocarpos Desf.
- Ricinodendron Müll.Arg.
- Ricinus L.
- Rockinghamia Airy Shaw
- Romanoa Trevis.
- Sagotia Baill.
- Sampantaea Airy Shaw
- Sandwithia Lanj.
- Sapium Jacq.
- Schinziophyton Hutch. ex Radcl.Sm.
- Sclerocroton Hochst.
- Sebastiania Spreng.
- Seidelia Baill.
- Senefeldera Mart.
- Senefelderopsis Steyerm.
- Shirakiopsis Esser
- Shonia R.J.F.Hend. & Halford
- Spathiostemon Blume
- Spegazziniophytum Esser
- Speranskia Baill.
- Sphaerostylis Baill.
- Sphyranthera Hook.f.
- Spirostachys Sond.
- Stillingia L.
- Strophioblachia Boerl.
- Sumbaviopsis J.J.Sm.
- Suregada Roxb. ex Rottler
- Syndyophyllum K.Schum. & Lauterb.
- Tannodia Baill.
- Tapoides Airy Shaw
- Tetrorchidium Poepp.
- Thyrsanthera Pierre ex Gagnep.
- Tragia Plum. ex L.
- Tragiella Pax & K.Hoffm.
- Triadica Lour.
- Trigonostemon Blume
- Tritaxis Baill.
- Tsaiodendron Y.H.Tan, H.Zhu & H.Sun
- Vaupesia R.E.Schult.
- Vernicia Lour.
- Wetria Baill.
- Zuckertia Baill.

## Usos
Entre les euforbiàcies hi ha espècies econòmicament molt importants i són venuts com a aliment, font de matèries primeres per a la indústria gràcies als olis, resines i ceres que produeixen, font de principis químics per a medicaments o plantes ornamentals.
Entre les productores de matèries primeres industrials destaca l'arbre del cautxú (Hevea brasiliensis), del qual se n'extreu quasi tot el cautxú natural del món. Tambhi ha l'espècie Jatropha curcas que s'utilitza en la fabricació de biodièsel.
La tapioca, un aliment bàsic en molts països tropicals, es fàbrica a partir dels turbercles del mandioca que és l'espècie més important per a la indústria alimentaria.
Hi ha un cert nombre d'euforbiàcies que són apreciades com a plantes ornamentals, principalment per les seves fulles de colors. Entre aquestes, cal mencionar la ponsètia (Euphorbia pulcherrima), el cròton Codiaeum variegatum o l'eufòrbia matisada (Euphorbia marginata). També són populars l'espina de Crist (Euphorbia milii) i l'Acalypha hispida', cultivat per a les flors.
En els temps medievals, s'extreien colorants porpres i blaus per a il·luminar manuscrits a partir del tornassol (Chrozophora tinctoria).